# 北島信一
北島 信一（きたじま しんいち、1946年（昭和21年）9月17日 - 2023年12月15日）は、日本の外交官。在ジュネーブ国際機関日本政府代表部特命全権大使などを経て、2015年（平成27年）5月27日から2020年 (令和2年) 5月26日まで国家公安委員。

## 経歴
慶應義塾大学経済学部を卒業後、1971年（昭和46年）に外務省に入省。
経済局国際機関第一課、欧亜局西欧第二課、在シンガポール日本国大使館在勤などを経て、経済局長、外務省大臣官房長、経済協力開発機構日本政府代表部特命全権大使（OECD代表部大使）、在ジュネーブ国際機関日本政府代表部特命全権大使を歴任し、退官。
外務省大臣官房長在職中、瀋陽総領事館北朝鮮人亡命者駆け込み事件で、川口順子外務大臣より訓戒処分を受けた。
退官後は三井住友海上火災保険顧問を務めていたが、2015年（平成27年）5月27日に国家公安委員に任命された。任期は2020年（令和2年）5月26日まで。
2003年のイラク戦争時にレバノン駐箚特命全権大使だった天木直人は、開戦前後に戦争に反対する2通の公電を川口順子外務大臣宛に送った（全在外公館にも転送）際、官房長だった北島から「外務省を辞めるつもりか」と詰問され、「レバノン大使を最後に退職してもらう」との通告を受けたと著書やブログに記している。
2020年、瑞宝重光章受章。

## 家族
外交官の吉田健三は義父。

## 同期
- 海老原紳（08年駐イギリス大使）
- 橋本逸男（09年東北大学公共政策大学院教授・04年駐ブルネイ大使・02年駐ラオス大使）
- 赤阪清隆（07年国際連合事務次長）
- 須田明夫（09年軍縮会議日本政府代表部大使・06年国際テロ対策担当大使・03年駐スリランカ大使）
- 桂誠（07年駐フィリピン大使・04年駐ラオス大使）
- 楠本祐一（11年関西担当大使・09年駐ポーランド大使・04年駐ウズベキスタン大使）
- 島内憲（06年駐ブラジル大使・04年駐スペイン大使）
- 小島高明（10年国際テロ対策担当担当大使・07年駐オーストラリア大使・04年駐シンガポール大使）
- 横田淳（12年経済担当大使兼イラク復興支援等調整担当大使・09年駐ベルギー大使・06年国際貿易・経済担当大使・04年駐イスラエル大使）
- 三田村秀人（10年駐ニュージーランド大使・07年駐ザンビア大使）
- 野呂元良（08年駐マラウイ大使）
- 皆川一夫（11年駐ウガンダ大使）
- 佐藤正晴（12年駐ニカラグア大使）
- 樽井澄夫（12年交流協会台北事務所代表・沖縄担当大使・軍縮担当大使）